# Szent Szófia-székesegyház (Velikij Novgorod)
A Szent Szófia-székesegyház az egyik legrégebbi templom Oroszországban. Az épület Velikij Novgorod Kremljében található, a Novgorodi Érseség és a Novgorodiai Eparchia székesegyháza.

## Története
A 38 méter magas, ötkupolás kőszékesegyházat II. Vlagyimir novgorodi fejedelem építtette 1045 és 1050 között, hogy a korábbi, tölgyfából épült 13 kupolás székesegyház helyébe lépjen, amelyet még Joachim püspök készíttetett a 10. század végén. Ez az egyik legrégebbi templomépület a mai Oroszországban, a Zelencsuk-templomok és a Soaninyszkij-templom kivételével az ország legrégebbi épülete, amelyet bármilyen célból még ma is használnak. Luka Zsigyijata püspök (1035–1060) szentelte fel 1050 vagy 1052. szeptember 14-én, a szent kereszt felmagasztalásának ünnepén. A déli bejárat belső oldalán található freskó Nagy Konstantint és Szent Helénát ábrázolja, akik a valódi keresztet találták meg a 4. században; ez a katedrális egyik legrégebbi műalkotása, és a kutatók úgy gondolják, hogy a felszentelés időpontjának állít emléket.
Az építményen még jelentkeznek a bizánci stílus nyomai, többek között a nevét is a Hagia Szophiáról kapta, de már több részlete úttörő, ami meghatározta a későbbi orosz templomépítészet stílusát; ilyen elemek pl. a hagymakupolák, és azok elrendezése. Több székesegyház is ebben a stílusban épült ekkoriban, mint a korabeli nagy rivális, a később teljesen átalakított Szent Szófia-székesegyház Polack városában.
Úgy gondolják, hogy a kupolák jelenlegi formájukat az 1150-es években nyerték el, amikor a székesegyházat egy tűz után helyreállították. A belső teret Nyikita püspök (1096–1108) kérésére 1108-ban festették ki, habár a befejezését már nem élte meg; ikonográfiája bizánci, és neves korabeli ikonfestők alkotásai. Nyifont érsek (1130–1156) fehérre meszeltette a templom külsejét, és a Martirijevszkaja és Pretyecsenszkaja kriptákat is kifestették valamikor a hivatali ideje alatt, ám ezek a freskók jelenleg már alig láthatók a gyakori tüzek miatt.  A katedrális bronzkapuit 1156-ban Magdeburgban öntötték, és a novgorodiak állítólag a korabeli svéd fővárosból, Sigtunából zsákmányolták 1178-ban. A székesegyház legnagyobb kincse emellett a csodatevő Mária-ikon. Felbecsülhetetlen történelmi jelentősége mellett arról is nevezetes, hogy egy előkerült, nyírfakéregre írt levélből kiderül, hogy egy Oliszej Grecsin nevű ember festette, akitől Pjotr Mihalkovics bojár rendelte meg 1155-ben lánya és Msztyiszlav fejedelem esküvőjére. Ezzel a művész az első név szerint is ismert orosz ikonfestő.
A katedrális az 1400-as évekig a Novgorodi Köztársaság ceremoniális és hitéleti központja volt. Az állam ekkoriban a Balti-tengertől az Urál hegységig terjedt. A novgorodiak rendkívül büszkék voltak a templomukra, a bazilikát magának a városnak a szimbólumává tették, mondván: „Ahol Szent Bölcsesség van, ott van Novgorod.”  A főkupolát Johann érsek (1388–1415) aranyoztatta be 1408-ban. A hatodik, legnagyobb kupola egy tornyot koronáz, amely a felső szintre vezet. A középkorban a novgorodi kincstárnak volt a helye, és egy könyvtárnak, amelyet állítólag Bölcs Jaroszláv nagyfejedelem alapított. Amikor a könyvtárat 1859-ben áthelyezték a Szentpétervári Szellemi Akadémiára, több mint 1500 kötet létezett, néhányuk a 13. századból származott. A jelenleg regnáló Leo érsek a hagyományokkal összhangban helyreállíttatta a könyvtárat, 2004-től kb. 5000 kötete van. II. Jevfimij érsek (1429–1458) volt az építkezések legnagyobb támogatója: az öt kupola mellé egy fehér kő harangtornyot építtetett, a bazilikától északnyugatra pedig egy új palotát is létrehozott 1433-ban. A közeli óratorony is eredetileg az ő munkássága idején készült el, de a 17. században összeomlott, azonban 1673-ban helyreállították. Az 1860-as években a belső részeket újra kellett festeni, a jelenlegi freskók nagy része az 1890-es évekből származik.
A székesegyházat IV. Rettegett Iván cár az opricsnyina idején kifosztotta az 1570-es években, de Leonyid érsek (1572–1575) helyreállította. Ő építtette a cár trónját, amely a székesegyház főhajójának déli bejáratánál áll. Leonyid idején számos nagy méretű csillár lógott a katedrálisban, ám ezek közül mára csak egy marad fenn. A 18. század elejétől Novgorod érsekei vagy metropolitái az újonnan alapított fővárosban, Szentpéterváron éltek, így noha Novgorodnak technikailag még mindig volt püspöke, nem túl gyakran volt jelen a városban, így a városi templomot nagyrészt a helyettes püspök vezette. Tizenkét novgorodi metropolita Szentpétervár (vagy Leningrád) nagyvárosi temetőiben és a szentpétervári Alekszandro-Nyevszkaja Lavrában lett eltemetve, nem pedig a Szent Szófia-székesegyházban.
Novgorod német megszállása során a Kreml súlyosan sérült a csaták és a náci műemlékpusztítás következtében. Maga a székesegyház azonban csodával határos módon túlélte a háborút. A főkupola nagy keresztjét (amelyhez egy fém madár kapcsolódik, amely valószínűleg a Szentlélek jelképe a galamb formájában) a spanyol Kék Hadosztály távolította el. Több mint 60 évig a madridi Katonai Művészeti Múzeumban maradt, egészen 2004. november 16-ig, amikor Miguel Ángel és Fernando Garrido Polonio spanyol szerzetesek visszaküldték az orosz ortodox egyháznak, miután egy madridi katonai táborban megtalálták a keresztet. A kupolák súlyosan megsérültek a háborúban, és a főkupola Krisztus Pantokrátor ábrázolása tönkrement. A legenda szerint a festők összeszorított ököllel ábrázolták Jézus alakját. Az érsek azt mondta nekik, hogy nyitott tenyérrel fessék fel Krisztust, de amikor másnap reggel visszatértek, a kezét csodával határos módon ismét összeszorítva találták. Ismétlődő erőfeszítések után egy hang a kupolából azt mondta, hogy hagyják így a képet, mert mindaddig, amíg Krisztus öklét összeszorítva tartja, addig a kezében tartja Novgorod sorsát is.

## Az ide temetett emberek
A székesegyház már régóta Novgorod fontos temetkezési helye, a város történelmében kiemelkedő 47 ember, köztük több herceg, 32 püspök, érsek és metropolita nyugszik itt. Az első ide eltemetett ember maga Vlagyimir nagyherceg volt 1052-ben, az első püspök Luka Zsidijata volt 1060-ban. Az utolsó temetés a székesegyházban Gurij metropolitáé volt 1912-ben. A legtöbb sír a padló alatt található a Martirijevszkaja kriptában a déli oldalon, amelyet Martirij püspökről (1193–1199) neveztek el. Később másokat  a Pretyecsenszkaja kriptába temettek a bazilika északi oldalán. Manapság számos nyughely található a templom főhajójában. Vlagyimir nagyherceg és Anna hercegnő szarkofágja a Martirijevszkaja kriptában van; Ilja (más néven Johann) érsek (1165–1186) a templom főhajójának északnyugati sarkában lett eltemetve, Nyikita püspök egy üvegszarkofágban nyugszik, az Isten Anyja születésének kápolnája és a Szent Joachim és Anna kápolna között. A szarkofág a szent püspök ünnepnapjain (január 30-án, halálának napján és május 13-án, amikor sírját 1558-ban felnyitották) látogatható a hívők számára. További két nagyherceg sírja található az Isten Anyja születésének kápolnájában is.

## Világörökség
A székesegyház az orosz építészet egyik kiemelkedő emléke, hatása több évszázadon át meghatározta az ortodox templomépítészetet. 1992-ben felkerült az UNESCO Világörökség listájára, mint Novgorod történelmi műemlékei egyik kiemelkedő példája, a környező épületekkel és a kremllel együtt.

## Galéria

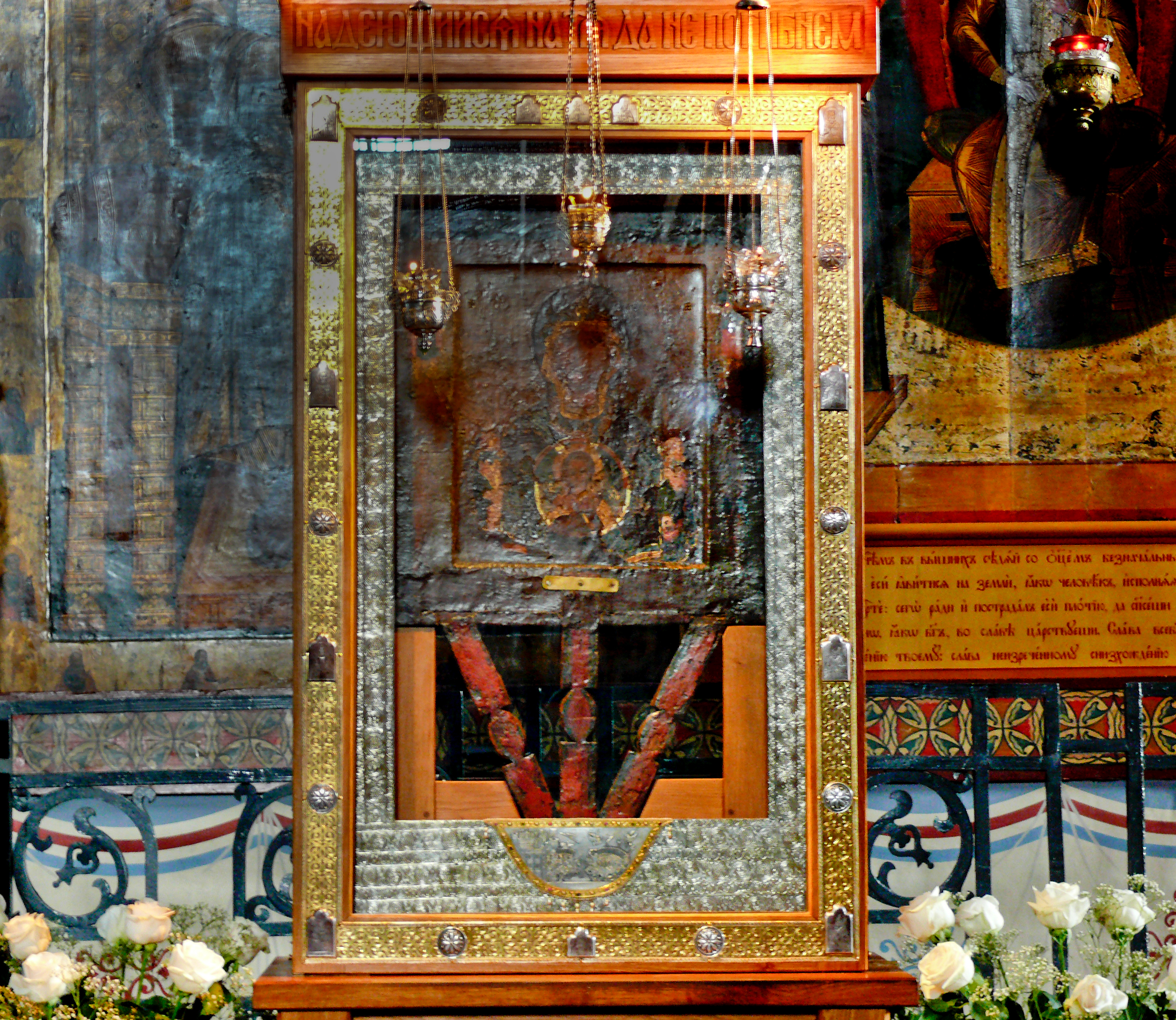
A csodatévő Mária-ikon, amely megmentette Novgorod városát 1170-ben
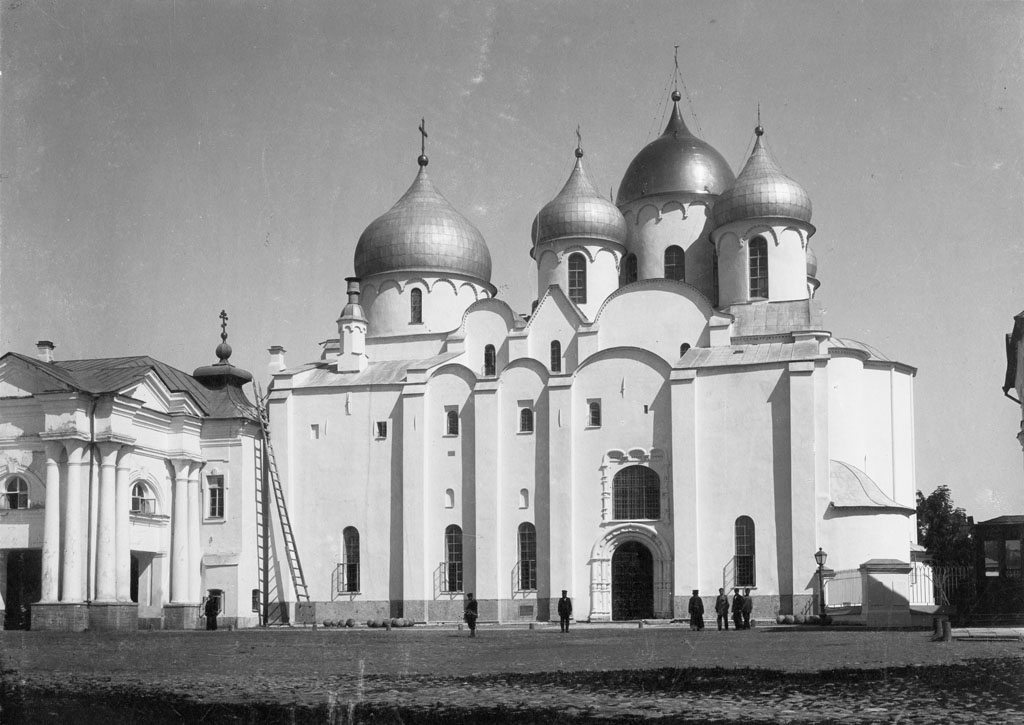
A székesegyház 1900-ban
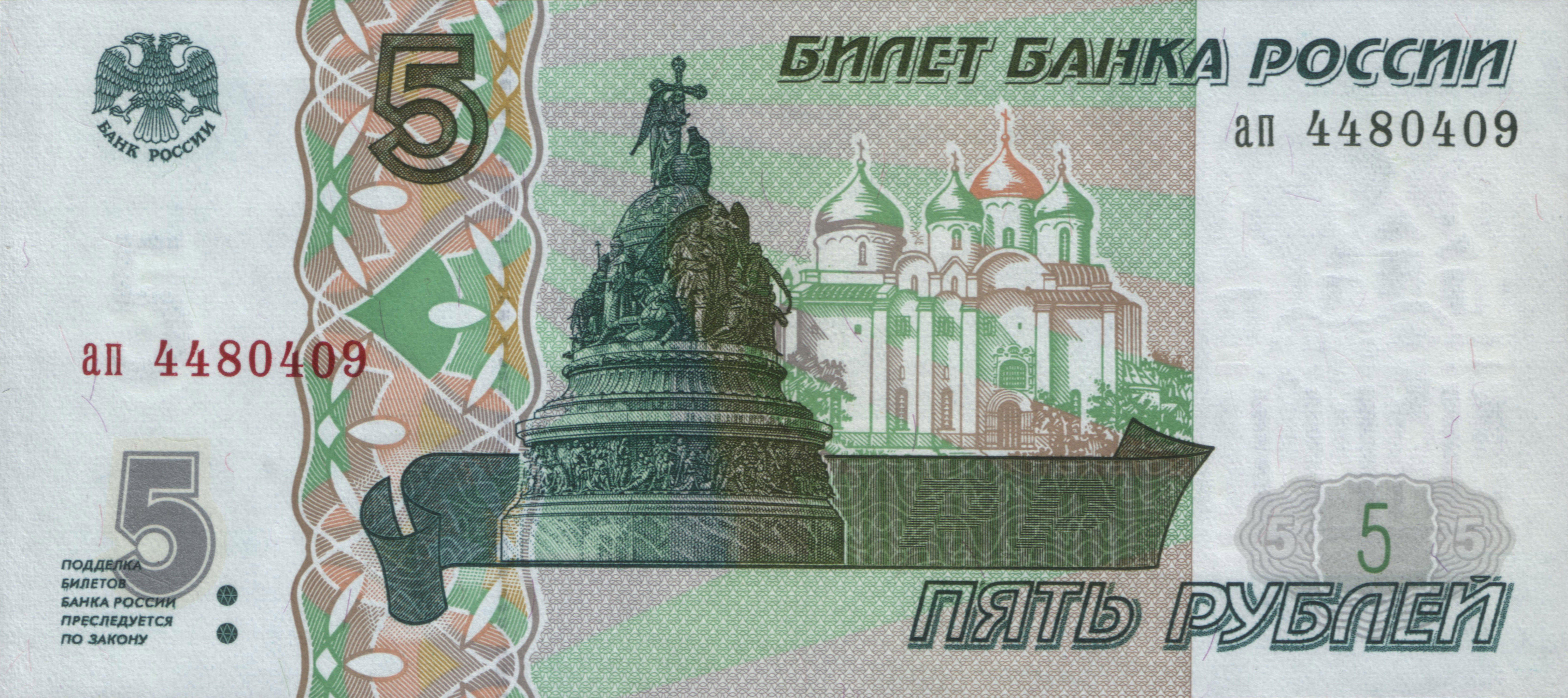
Az orosz millennium 5 rubel címletű emlékbankjegyén
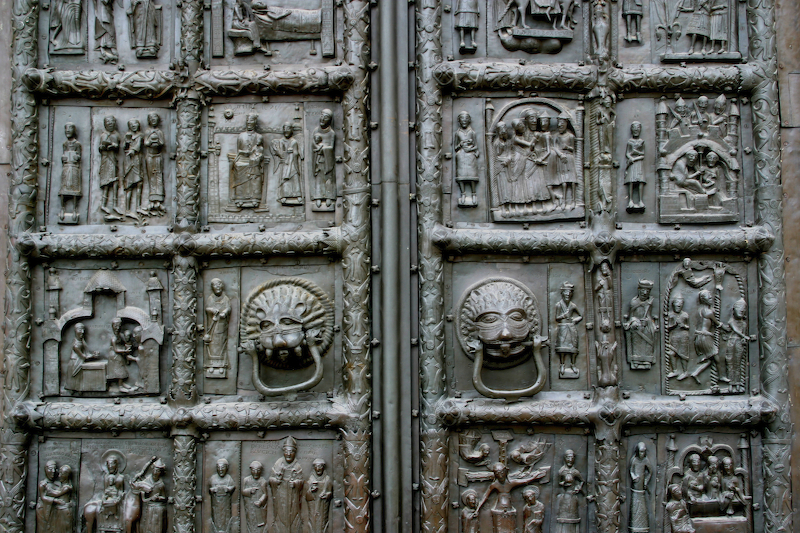
A híres bronzkapu
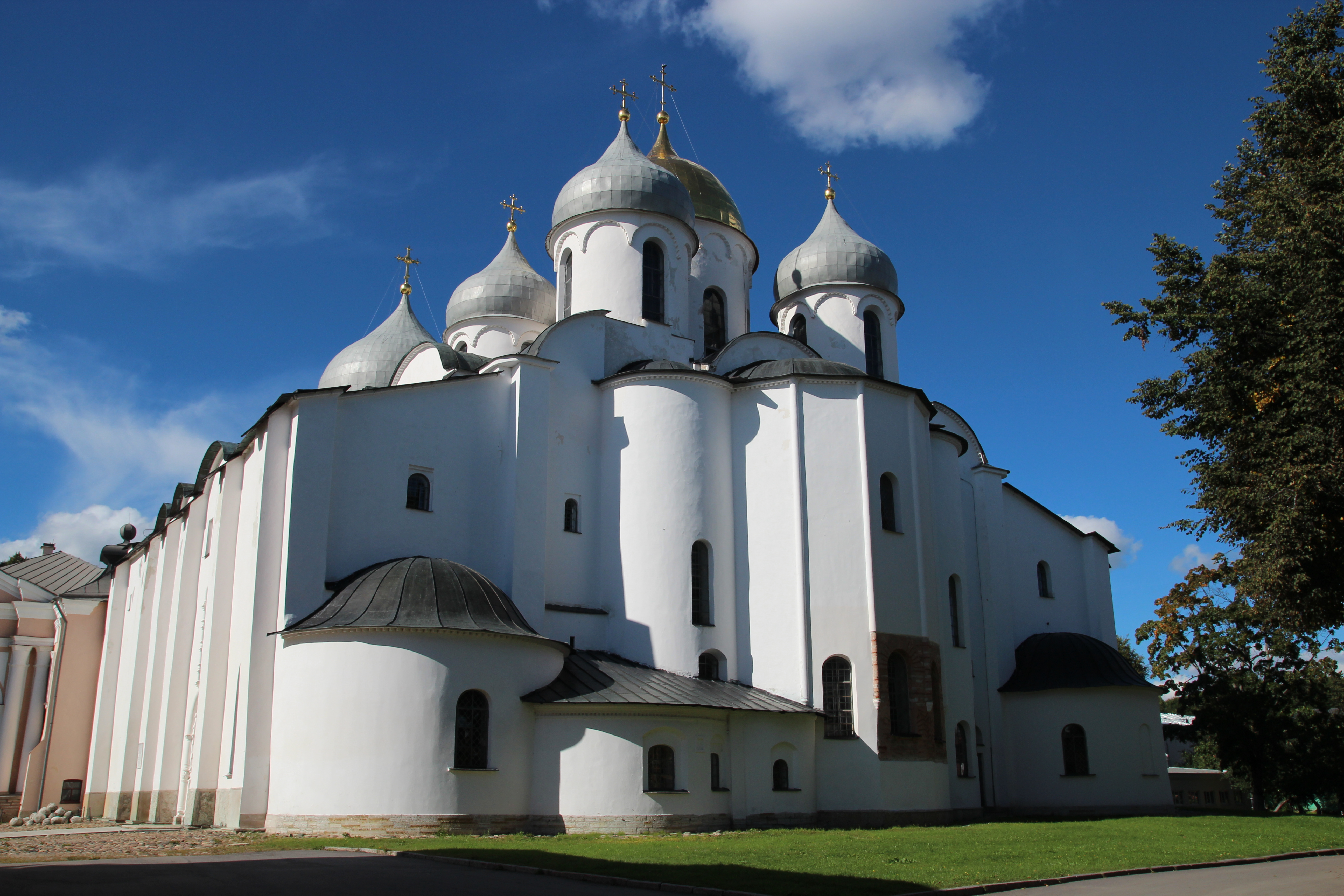
A templom hátoldala
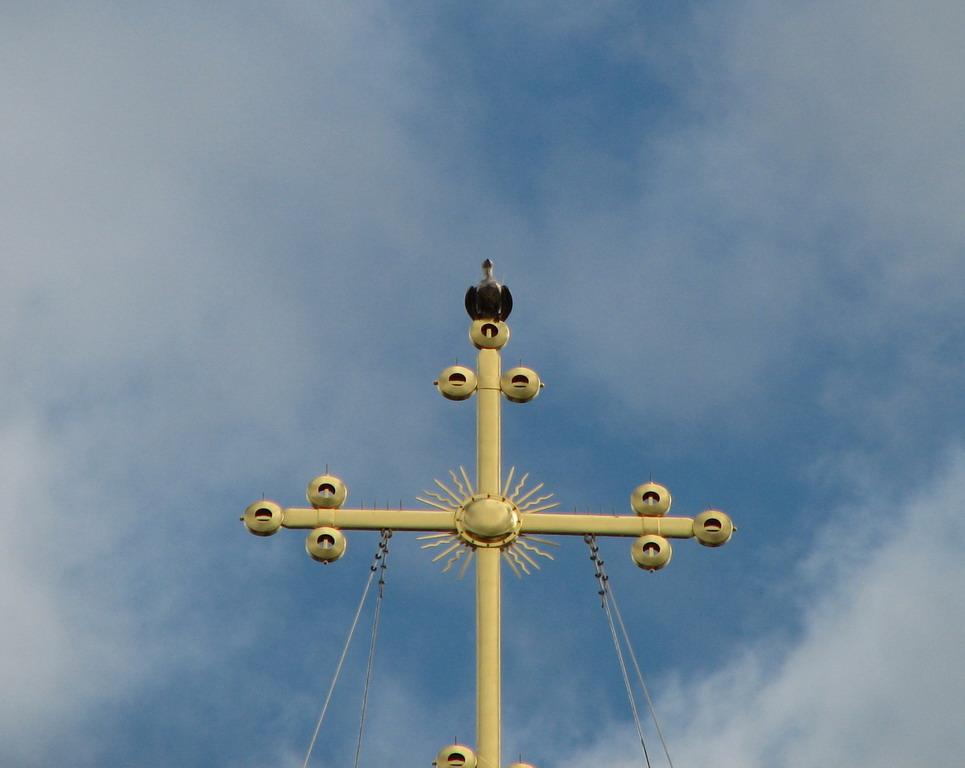
A visszaszerzett kereszt

## Fordítás
- Ez a szócikk részben vagy egészben  a   Cathedral of St. Sophia, Novgorod című angol Wikipédia-szócikk ezen változatának fordításán alapul.  Az eredeti cikk szerkesztőit annak laptörténete sorolja fel. Ez a jelzés csupán a megfogalmazás eredetét és a szerzői jogokat jelzi, nem szolgál a cikkben szereplő információk forrásmegjelöléseként.